# The Temptations
The Temptations je americká hudební skupina. V současné době hraje ve skupině pouze jediný člen původní sestavy, Otis Williams. V roce 1989 byla skupina uvedena do Rock and Roll Hall of Fame. V roce 2004 je časopis Rolling Stone zařadil na 67 pozici v jejich žebříčku „100 největších umělců všech dob.“

## Diskografie
Albums
- 1964 - Meet the Temptations
- 1965 - The Temptations Sing Smokey
- 1965 - The Temptin' Temptations
- 1966 - Gettin' Ready
- 1967 - The Temptations with a Lot o' Soul
- 1967 - The Temptations in a Mellow Mood
- 1968 - The Temptations Wish It Would Rain
- 1968 - Diana Ross & the Supremes Join the Temptations (& Diana Ross & The Supremes)
- 1968 - TCB (& Diana Ross & The Supremes)
- 1969 - Cloud Nine
- 1969 - Together (& Diana Ross & The Supremes)
- 1969 - G.I.T. on Broadway (& Diana Ross & The Supremes)
- 1969 - Puzzle People
- 1970 - Psychedelic Shack